# Ixora brassii
Ixora brassii är en måreväxtart som beskrevs av Spencer Le Marchant Moore. Ixora brassii ingår i släktet Ixora och familjen måreväxter. Inga underarter finns listade i Catalogue of Life.